# In the Grey
In the Gray es una próxima película estadounidense de suspenso y acción escrita y dirigida por Guy Ritchie y producida por Black Bear Pictures, protagonizada por Henry Cavill, Jake Gyllenhaal y Eiza González . Lionsgate lo lanzará en los Estados Unidos el 17 de enero de 2025.

## Reparto
- Henry Cavill
- Jake Gyllenhaal
- Eiza González
- Carlos Bardem
- Fisher Stevens
- Rosamund Pike [1]

## Producción
En mayo de 2023, se anunció que Guy Ritchie escribiría y dirigiría una película de acción sin título, y Black Bear International se encargaría de las ventas internacionales del proyecto cuando se presentara en el Mercado de Cine de Cannes . Henry Cavill, Jake Gyllenhaal y Eiza González, quienes habían colaborado previamente con Ritchie, fueron anunciados como protagonistas del proyecto. Ivan Atkinson y John Friedberg, colaboradores adicionales de Ritchie, también producirían con él.  En octubre de 2023, se reveló que Carlos Bardem y Fisher Stevens formaban parte del elenco. 
La producción obtuvo un acuerdo provisional que permite a los actores trabajar en la película durante la huelga SAG-AFTRA de 2023 .  El rodaje comenzó en septiembre de 2023 en Tenerife, Islas Canarias, y finalizó a finales de octubre de 2023.   La producción inicial tuvo lugar en el Real Casino de Tenerife en la Plaza de la Candelaria,  antes de trasladarse a San Andrés, Santa Cruz de Tenerife para filmar en el muelle pesquero y las zonas de playa de Las Teresitas,  con algunas escenas de persecución por el aldea. 

## Estreno
En octubre de 2023, Lionsgate adquirió los derechos de distribución de la película en Estados Unidos.  La película se estrenará en Estados Unidos el 17 de enero de 2025.  Black Bear International se encargó de las ventas internacionales de la película, además de distribuirla directamente en el Reino Unido e Irlanda y en Canadá a través de Elevation Pictures .